# La Peña (Colombia)
La Peña è un comune della Colombia facente parte del dipartimento di Cundinamarca.
Il centro abitato venne fondato da un gruppo di francescani nel 1675.